# Haushaltskrise in den Vereinigten Staaten 2011
Die Haushaltskrise in den Vereinigten Staaten 2011 bestand im Sommer 2011 in der politischen Frage, ob die gesetzliche Schuldenobergrenze des Bundes erhöht oder ganz abgeschafft werden sollte. Auslöser der Krise waren zum einen die durch staatliche Interventionen zur Abwendung einer Rezession nach der Finanzkrise stark gestiegene amerikanische Staatsverschuldung, zum anderen die unterschiedlichen Mehrheitsverhältnisse im Repräsentantenhaus und im Senat. Das Finanzministerium erklärte, ohne eine Erhöhung der Schuldenobergrenze drohe die Zahlungsunfähigkeit der Vereinigten Staaten.

## Hintergrund

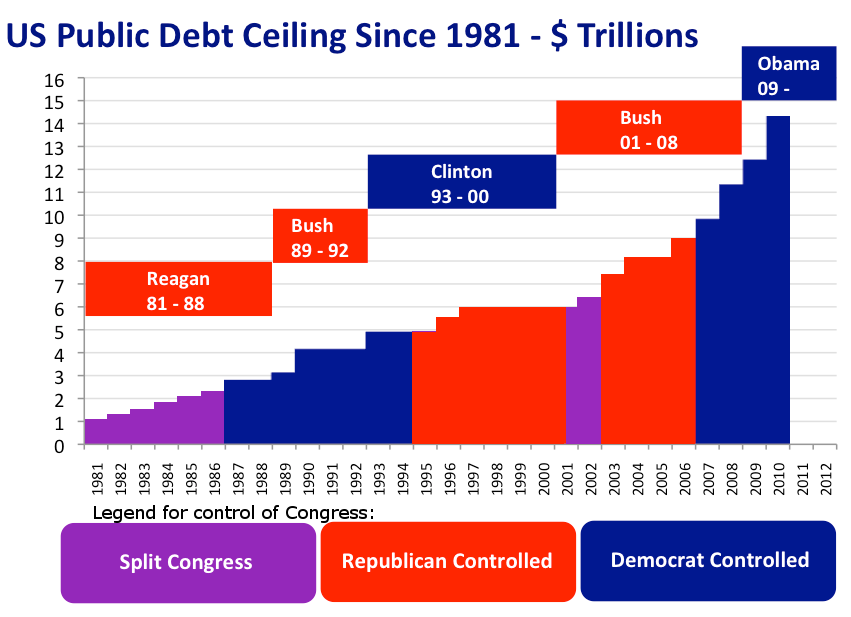
Die Entwicklung der Schuldengrenze 1981–2010.

Gemäß der Verfassung von 1787 hat der Kongress, die bikamerale Legislative auf Bundesebene, die alleinige Kompetenz der Kreditaufnahme im Namen der Vereinigten Staaten. Von der Staatsgründung bis 1917 geschah dies nach Bedarf durch Gesetzesbeschlüsse, die jede Kreditaufnahme einzeln bewilligten. Um die Beteiligung der Vereinigten Staaten im Ersten Weltkrieg flexibel finanzieren zu können, wurde die Vorgehensweise mit dem Second Liberty Bond Act 1917 geändert. Nach diesem Gesetz wurde eine allgemeine nominelle Schuldenobergrenze festgelegt, bis zu der das Finanzministerium Kredite aufnehmen durfte. In weiteren Gesetzen wurde 1939 und 1941 das Finanzministerium ermächtigt, innerhalb des jährlichen vom Kongress verabschiedeten Haushaltsplans die Kredite aufzunehmen, die für die Finanzierung fast aller staatlichen Aufgaben notwendig waren und die, in ihrer Gesamthöhe, eine nominelle Schuldengrenze nicht überschreiten. Diese Schuldengrenze wurde regelmäßig vom Kongress angehoben, in den vergangenen 50 Jahren in 77 Fällen, zuletzt am 12. Februar 2010 von 12,4 Billionen auf 14,3 Billionen US-Dollar (etwa 97 % des BIP).
Prognosen des Finanzministeriums zufolge wäre diese Begrenzung am 2. August 2011 ausgeschöpft gewesen. Aufgrund der führenden Rolle der Vereinigten Staaten im Welthandel und an den globalen Finanzmärkten rechnete der Council on Foreign Relations im Mai 2011 mit weitreichenden Folgen, sollte die Schuldenobergrenze nicht erhöht werden. Auslöser des Haushaltsdefizits, das die anhaltende Kreditaufnahme veranlasst, war eine wirtschaftliche Krisenphase in den Vereinigten Staaten, die seit Beginn der Finanzkrise 2007 und auch nach dem offiziellen Ende der Rezession im Juni 2009 anhielt. Sie führte zu wesentlich niedrigeren Steuereinnahmen sowie höheren Sozialausgaben als erwartet. Gleichzeitig hat die amerikanische Bundesregierung in Koordination mit der Zentralbank eine Reihe von fiskal- und geldpolitischen Maßnahmen mit dem Ziel ergriffen, das Wirtschaftswachstum zu beschleunigen.
In der letzten Wahl des Repräsentantenhauses erhielten die Republikaner eine Mehrheit, während die Demokraten weiterhin eine Mehrheit im Senat behaupten konnten. Da für die Erhöhung der Schuldenobergrenze wie für alle Bundesgesetze die Zustimmung beider Kammern des Kongresses sowie des Präsidenten notwendig sind, wird diese Gelegenheit für verschiedene politische Positionierungen der beiden Parteien sowie deklarierter und vermuteter Kandidaten für die Präsidentschaftswahlen 2012 verwendet.

## Politische Positionen

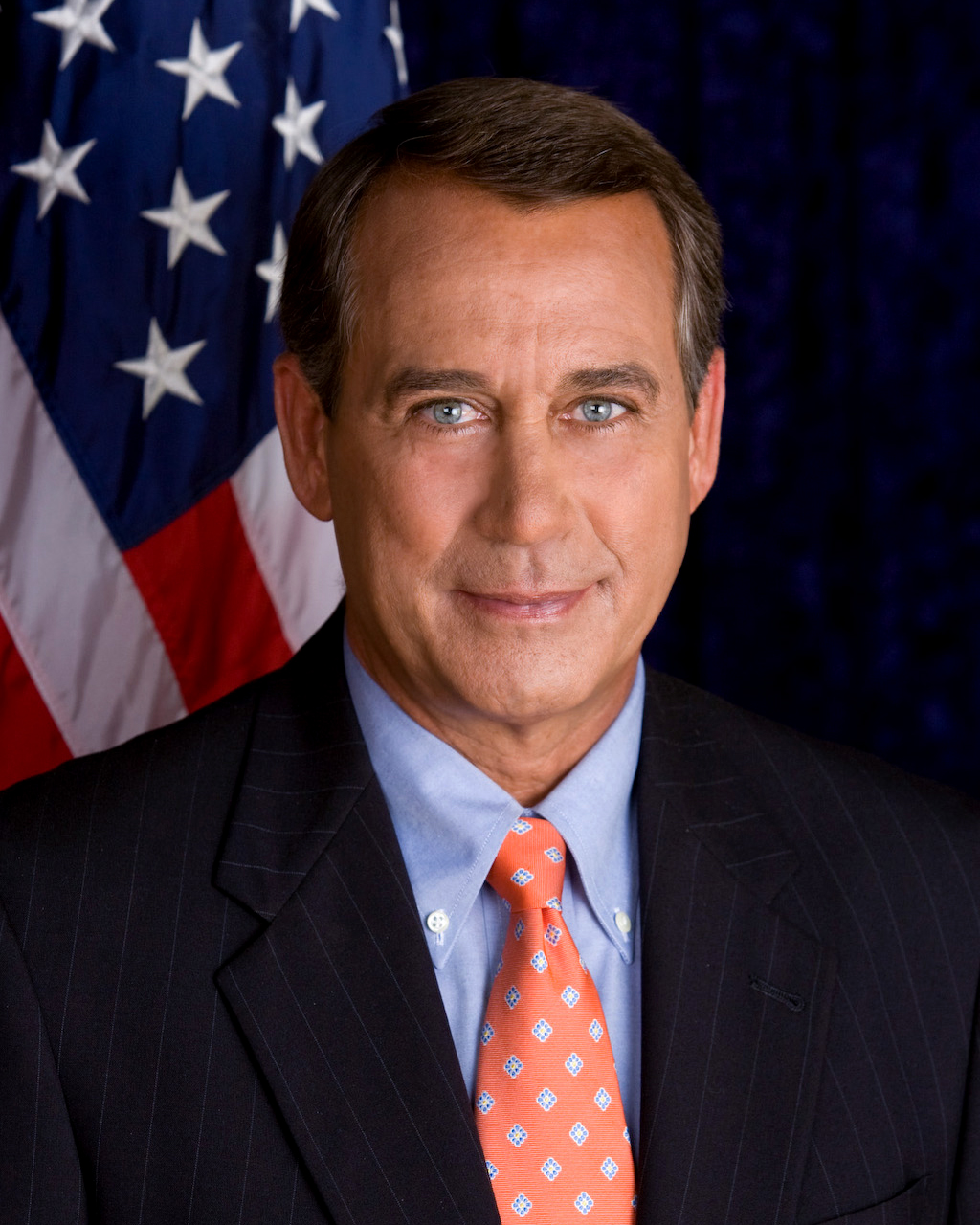
John Boehner (Republikanische Partei), Sprecher des Repräsentantenhauses

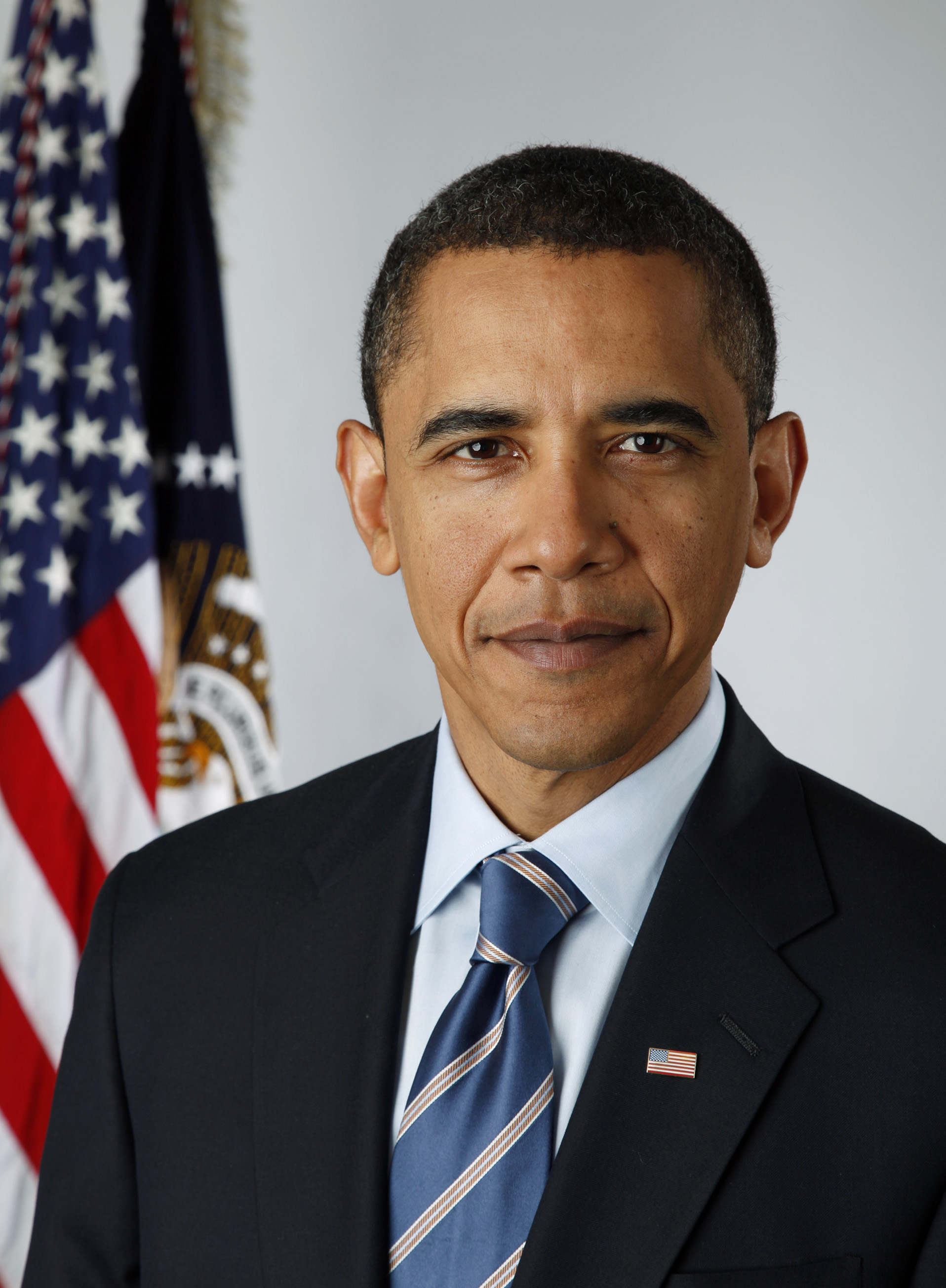
Barack Obama (Demokratische Partei), Präsident der Vereinigten Staaten

Auf Seite der Republikaner im Repräsentantenhaus, geführt vom Sprecher John Boehner, wurde eine Reduzierung des Haushaltsdefizits primär durch signifikante Kürzungen der Staatsausgaben als Bedingung für ihre Zustimmung zur Anhebung der Schuldenobergrenze genannt. Dabei waren ausdrücklich auch Eingriffe in die sozialen Sicherungssysteme wie Medicare, Medicaid und Social Security gemeint, die zusammen etwa 43 % der Ausgaben ausmachen. Steuererhöhungen wurden strikt abgelehnt.
Unter den republikanischen Kongressabgeordneten und Senatoren gab es auch eine Gruppe von Anhängern der Tea Party, einer populistisch-rechtslibertären Bewegung, die sich für eine strikte Fiskalpolitik ausspricht und eine Erhöhung der Schuldenobergrenze grundsätzlich ablehnt. Dazu gehören die Senatoren Jim DeMint, Rand Paul und Mike Lee sowie die Kongressabgeordneten Michele Bachmann, Ron Paul und Allen West. In einem Cut, Cap, and Balance genannten Vorschlag forderten sie, die Staatsausgaben im kommenden Haushaltsjahr um 111 Mrd. US-Dollar zu reduzieren, die Gesamtausgaben auf 19,9 % des Bruttoinlandprodukts gesetzlich zu beschränken sowie eine weitere Verschuldung über eine Verfassungsänderung zu verbieten. Im Gegenzug sollte die Schuldenobergrenze ein letztes Mal um die von Präsident Obama geforderten 2,4 Billionen US-Dollar erhöht werden. Der Vorschlag wurde am 19. Juli 2011 mehrheitlich vom Repräsentantenhaus beschlossen, am 22. Juli 2011 jedoch vom Senat auf unbestimmte Zeit vertagt.
Dem gegenüber standen die Demokraten im Repräsentantenhaus sowie die demokratische Mehrheit im Senat unter der politischen Führung von Präsident Obama. Die Demokraten forderten eine kurzfristige Erhöhung der Schuldenobergrenze mit einer gleichzeitigen, im Vergleich zu den republikanischen Vorschlägen moderaten, Reduzierung der Staatsausgaben sowie der Erhöhung einiger Steuern. Dabei wurde insbesondere auf das Auslaufen von Steuersenkungen abgezielt, die unter dem vorherigen Präsident George W. Bush vorgenommen worden waren.
Die Positionen hatten sich während des Konflikts zunehmend verhärtet. Beobachter merkten an, es gehe den Republikanern mehr und mehr darum, Präsident Obama zu schaden und ihn so schnell wie möglich aus dem Amt zu vertreiben.
Zusätzliche Komplexität erfuhr die Debatte durch eine von Rechtswissenschaftlern wie Ronald Dworkin, Jack Balkin und Garrett Epps vertretene Meinung, wonach gemäß einer Klausel des 14. Zusatzartikels zur Verfassung die Schuldenobergrenze verfassungswidrig sei und sich das Finanzministerium daher nicht daran halten müsste. Hintergrund ist, dass der Kongress die Ausgaben, die mit der zusätzlichen Kreditaufnahme finanziert werden sollen, bereits über die Haushaltsgesetze autorisiert hat und die Bundesregierung verpflichtet ist, diese umzusetzen. Dieser Ansicht schloss sich der ehemalige Präsident Bill Clinton an, indem er meinte, es wäre „verrückt“, wenn der Kongress zwei Mal getrennt darüber abstimmen dürfte, ob bereits bewilligte Ausgaben auch bezahlt werden sollen. Das Finanzministerium teilt die Ansicht, dass es die Schuldenobergrenze aus verfassungsrechtlichen Gründen ignorieren könne, jedoch nicht.

## Ursachen der Haushaltskrise
Die Jahre der von Bill Clinton geführten Regierung (1993–2001) zeichneten sich durch einen großen Sanierungserfolg bei den Staatsfinanzen aus. In den letzten vier Jahren wurden sogar Haushaltsüberschüsse erwirtschaftet. Die USA begannen ihre Schulden abzubauen. In der amerikanischen Öffentlichkeit wurde darüber spekuliert, dass sich die USA ihrer Schulden komplett entledigen könnten. Ein ungewöhnlich lang anhaltender Wirtschaftsboom und das Streben nach einem ausgeglichenen Haushalt ermöglichten diesen Erfolg. Im ersten Regierungsjahr von George W. Bush wendete sich das Blatt. Auf die Terroranschläge vom 11. September 2001 folgten die anhaltenden Kriege in Afghanistan und im Irak. Alleine die Gesamtkosten des Irakkrieges und dessen Folgemaßnahmen belaufen sich nach dem Wirtschaftswissenschaftler Joseph E. Stiglitz auf etwa 3 Billionen Dollar. Die Finanzkrise ab 2007 führte laut dem IWF zu Gesamtkosten von 11,9 Billionen US-Dollar, wovon ein großer Teil auf die USA entfielen, von denen die Krise ausging.

## Politische Einigung am 2. August 2011
Am 1. August 2011 stimmt das Repräsentantenhaus einem Kompromiss zu, der eine zweistufige Anhebung der Schuldengrenze um mindestens 2,1 Billionen Dollar vorsieht, an die Kürzungen von mehr als 2,4 Billionen Dollar über einen Zeitraum von zehn Jahren gekoppelt wurden.[veraltet]
Am 2. August 2011 stimmte auch der Senat der Vorlage zu. Damit wurde die tatsächliche Zahlungsunfähigkeit der USA abgewendet, die ohne Erhöhung der Schuldenobergrenze für diesen Tag erwartet worden war.

## Folgen des politischen Streits und Kompromisses vom 2. August 2011
- Am 2. August 2011 setzten sich bei einem Kompromiss zwischen den Streitparteien in erster Linie die Hardliner der Republikaner durch. Die Hauptlast der anstehenden Ausgabenkürzungen trugen die Mittelschicht und die armen Teile der Bevölkerung. Steuererhöhungen, die Wohlhabende treffen würden, wurden von den Republikanern verhindert. Die Kaufkraft der breiten Bevölkerung wurde somit entscheidend vermindert und die Binnennachfrage abgeschwächt.[17]
- Der Hauptgläubiger China warf während der Blockade der Tea-Party-Bewegung in dem Schuldenstreits am 29. Juli 2011 den USA vor, sich von verantwortungslosen Politikern als Geisel nehmen zu lassen. Washington solle besser ein globales Verantwortungsbewusstsein zeigen.[18][19]
- China attackierte die USA am 6. August 2011 heftig wegen der aktuellen Schuldenpolitik. Außerdem stellte Peking die Rolle des Dollars als globale Leitwährung in Frage. China ist der größte Gläubiger der USA. Das Land besitzt Devisenreserven von etwa 3,32 Billionen Dollar, mit steigender Tendenz. Etwa drei Viertel davon sind in US-Dollar angelegt, ein Viertel in Euro.[20]
- Hans-Peter Burghof, Wirtschaftsprofessor an der Universität Hohenheim meinte dazu, das Bild von der wirtschaftlichen Weltordnung ändere sich in diesen Jahren grundlegend. Die entscheidende Wende wurde durch die Finanzkrise ab 2007 hervorgerufen, deren Höhepunkt die Pleite von Lehman Brothers war. Damals begann die Finanzkrise auf dem US-Immobilienmarkt. Das Bild der USA als Finanzsupermacht wurde dadurch zerstört.[21]

### Herabstufung der Kreditwürdigkeit
Am Freitag, den 5. August 2011, stufte Standard & Poor’s (S&P) die Vereinigten Staaten erstmals seit 1941 von der Spitzenbonitätsnote „AAA“ auf „AA+“ herab. Daraufhin wurde mit einer Verteuerung der staatlichen Kreditkosten um bis zu 100 Mrd. US-Dollar gerechnet. Die Ratingagentur begründete diesen Schritt mit den nicht ausreichenden Sparplänen der US-amerikanischen Regierung. Außerdem bewertete S&P die Einigung zwischen Kongress und Regierung auf zusätzliche Einsparungen als zweifelhaft und den Ausblick auf die nächsten zwölf bis 18 Monate als negativ. Das US-amerikanische Finanzministerium kritisierte die Herabstufung und bemängelte, dass dieser ein Rechenfehler zugrunde liege.

## Mögliche Konsequenzen eines Zahlungsausfalls
Sofern die Bundesregierung keine weiteren Kredite aufnehmen kann, um ihre Verpflichtungen zu erfüllen, sind davon auch Zins- und Kreditrückzahlungen an bestehende Kreditgeber betroffen, die mangels Mittel nicht mehr bedient werden können. Als Folge wäre nach Ansicht des ehemaligen Chef-Volkswirts des Internationalen Währungsfonds, Simon Johnson, mit einer Panik an den Finanzmärkten und weiteren negativen Folgen für das Wirtschaftswachstum in den Vereinigten Staaten zu rechnen.
Nach Ansicht des ehemaligen Finanzministers Lawrence Summers würde ein Zahlungsausfall zu empfindlichen Zinsaufschlägen auf Anleihen der Vereinigten Staaten führen, womit eine Kreditaufnahme nach einer später folgenden Erhöhung der Schuldenobergrenze nur zu wesentlich höheren Kosten möglich wäre. Gleichzeitig geht er davon aus, dass Anleger aus amerikanischen Anleihen flüchten würden, womit eine Refinanzierung fälliger Kredite zusätzlich erschwert, wenn nicht unmöglich werden würde. Ähnliche Effekte waren in Griechenland zu sehen, wo die starke Herabstufung der Zahlungsfähigkeit Griechenlands zu Rekordzinssätzen auf griechische Anleihen geführt hat.
Allerdings sind die Renditen auf US-Staatsanleihen wie bei deutschen Staatsanleihen deutlich gesunken, weil Staaten wie die USA und BRD gerade in Krisen als sicherer Hafen für Geldanleger gelten. Die Rendite für US-Staatsanleihen (wie der deutschen Staatsanleihen) liegt unter der Inflationsrate. Ein negativer Realzins, also die um die Inflationsrate bereinigte Rendite, bedeutet, dass der Gläubiger dafür bezahlt, diesen Staaten Geld leihen zu dürfen, so ein Kommentar in der Frankfurter Allgemeinen Zeitung. Die Versicherungsprämien gegen den Zahlungsausfall von US-Staatsanleihen (Preise für Credit Default Swaps) waren im September 2011 halb so hoch wie die von Staatsanleihen Deutschlands oder Großbritanniens.

## Chronologie
- 12. Februar 2010 – Der 111. Kongress verabschiedet mit den Mehrheiten der Demokraten in beiden Kammern eine Erhöhung der Schuldenobergrenze auf 14,3 Billionen US-Dollar.
- 2. November 2010 – Bei der Wahl zum Repräsentantenhaus gewinnen die Republikaner 63 Sitze von den Demokraten und stellen mit 242 zu 193 Sitzen die Mehrheit in der Kammer.
- 1. Dezember 2010 – Die Bowles-Simpson Commission, ein Sonderausschuss zur Entwicklung einer Finanzreform, der aus Vertretern des Repräsentantenhauses, des Senats und des Präsidenten besteht, verabschiedet ihre gemeinsame Empfehlung. Die Empfehlung wird nicht von der nötigen Mehrheit getragen.
- 6. Januar, 4. April und 2. Mai 2011 – Finanzminister Geithner bittet den Kongress in drei Briefen, die Schuldenobergrenze zu erhöhen, da sonst die Zahlungsunfähigkeit droht.
- 16. Mai 2011 – Die Schuldenobergrenze ist erreicht. Durch Ausnutzen einiger Notfallmaßnahmen können fällige Forderungen kurzzeitig erfüllt werden.
- 18. Mai 2011 – Überparteiliche Gespräche zur Senkung des Haushaltsdefizits zwischen sechs hochrangigen Senatoren scheitern, nachdem Tom Coburn absagt.
- 24. Mai 2011 – Vizepräsident Joe Biden und vier demokratische Abgeordnete versuchen, mit dem republikanischen Mehrheitsführer im Repräsentantenhaus Eric Cantor und dem republikanischen Minderheitswhip Jon Kyl die Gespräche fortzusetzen. Die Ergebnisse sollen als Basis für Verhandlungen zwischen Obama, Boehner und weiteren Kongresspolitikern dienen.
- 31. Mai 2011 – Das Repräsentantenhaus stimmt in einer symbolischen Abstimmung mehrheitlich gegen einen einfachen Antrag zur Erhöhung der Schuldenobergrenze.
- 23. Juni 2011 – Die Verhandlungen von Vizepräsident Biden scheitern wegen Meinungsverschiedenheiten zu Steuererhöhungen.
- 19. Juli 2011 – Das Repräsentantenhaus stimmt mit 234 zu 190 Stimmen mehrheitlich für den Cut-Cap-and-Balance-Gesetzesvorschlag, der signifikante Haushaltskürzungen, eine gesetzliche Beschränkung zukünftiger Ausgaben sowie ein verfassungsrechtliches Verschuldungsverbot vorsieht. Für den Vorschlag stimmen 229 Republikaner und 5 Demokraten, 181 Demokraten und 9 Republikaner stimmen dagegen.
- 22. Juli 2011 – Der Senat stimmt mit 51 zu 46 Stimmen mehrheitlich dafür, den vom Repräsentantenhaus verabschiedeten Gesetzesvorschlag für unbestimmte Zeit zu vertagen.
- 25. Juli 2011 – In zwei aufeinanderfolgenden Fernsehansprachen werfen sich Präsident Obama und der Sprecher des Repräsentantenhauses Boehner am Abend gegenseitig Blockadehaltung und Kompromisslosigkeit vor. Die Ansprachen werden von den vier großen nationalen Fernsehsendern NBC, ABC, CBS und Fox landesweit live übertragen.
- 1. August 2011 – Präsident Obama gab eine Einigung bekannt.[28] Das Repräsentantenhaus stimmt einem Kompromiss zu, der eine zweistufige Anhebung der Schuldengrenze um mindestens 2,1 Billionen Dollar vorsieht, an die Kürzungen von mehr als 2,4 Billionen Dollar über einen Zeitraum von zehn Jahren gekoppelt sind.[15]
- 2. August 2011 – Auch der Senat stimmt der Vorlage zu.[16] Ohne Erhöhung der Schuldenobergrenze war die tatsächliche Zahlungsunfähigkeit der Vereinigten Staaten für dieses Datum erwartet worden.
- 5. August 2011 – Die Ratingagentur Standard & Poor’s stuft die langfristige Kreditwürdigkeit der Vereinigten Staaten von der Bestnote „AAA“ auf „AA+“ herab.

## Spätere Entwicklungen
Mitte Dezember 2011 verabschiedete das US-Repräsentantenhaus in einem parteiübergreifenden Kompromiss ein Haushaltsgesetz und sicherte damit erneut kurzfristig die Zahlungsfähigkeit.
Am 31. Dezember 2012 erreichten die USA den zulässigen Schuldenstand von 16.390 Milliarden US-Dollar (= 16,39 Billionen USD). Die Zahlungsfähigkeit der Regierung wurde ab dann eine Zeitlang durch Sondermaßnahmen wie das Aussetzen von staatlichen Beiträgen in die Pensionskasse gewährleistet.
Im Oktober 2013 kam es zu einer weiteren US-Schuldenkrise.